# 기타토요쓰역
기타토요쓰역(일본어: 北豊津駅 키타토요츠에키[*])은 일본 홋카이도 야마코시 군 오샤만베정에 있는 홋카이도 여객철도 하코다테 본선의 철도역이다.

## 역 구조
2면 2선의 상대식 승강장을 가지고 있는 지상역이다. 두 승강장은 구내에 있는 건널목을 통해 이어져있고, 승강장 옆에는 작은 대합실이 있다. 오샤만베 역에서 관리하는 무인역이다.

### 승강장
| 상행 | ■ 하코다테 본선 | 모리 · 오누마 · 하코다테 방면 |
| 하행 | ■ 하코다테 본선 | 군누이 · 오샤만베 방면        |

## 역 주변
- 국도 제5호선
- 세이칸 생콘크리트 도요쓰 공장

## 역사
- 1944년 7월 1일 - 일본국유철도의 기타토요쓰 신호장으로 설치됨. 임시 승강장으로 여객 취급 개시.
- 1953년 - 북일본 사철광업 전용선의 개설로 화물 취급 개시.
- 1967년 - 화물 취급 폐지.
- 1987년 4월 1일 - 일본국유철도 분할 민영화로 홋카이도 여객철도가 계승. 동시에 역으로 승격됨.
- 1990년 3월 10일 - 영업거리 설정.
- 2007년 10월 - 역 번호 부여. H50.
- 2017년 3월 4일: 역 업무를 폐지.

## 인접한 역
| 홋카이도 여객철도 하코다테 본선 | 홋카이도 여객철도 하코다테 본선 | 홋카이도 여객철도 하코다테 본선 |
| ------------------------------- | ------------------------------- | ------------------------------- |
| H51 구로이와 하코다테 방면      | ■ 하코다테 본선                 | H49 군누이 오샤만베 방면        |